# 日本の冬季オリンピック金メダル
日本の冬季オリンピック金メダル（にほんのとうきオリンピックきんメダル）
冬季オリンピックにおける日本代表が獲得した金メダルの受賞者一覧

## 日本の冬季オリンピック金メダリスト一覧
| No. | メダル獲得者                        | 大会                 | 競技・種目                               | 出身地   | 備考 |
| --- | ----------------------------------- | -------------------- | ---------------------------------------- | -------- | --- |
| 1   | 笠谷幸生                            | 1972年札幌           | スキージャンプ70m級                      | 北海道   | 2位金野・3位青地と日本が表彰台を独占 |
| 2   | 三ヶ田礼一 河野孝典 荻原健司        | 1992年アルベールビル | スキーノルディック複合団体               |          | 冬季五輪の団体種目で初の金メダル獲得 |
| 3   | 阿部雅司 河野孝典 荻原健司          | 1994年リレハンメル   | スキーノルディック複合団体               |          | 2連覇 |
| 4   | 清水宏保                            | 1998年長野           | スピードスケート男子500m                 | 北海道   | |
| 5   | 里谷多英                            | 1998年長野           | フリースタイルスキー女子モーグル         | 北海道   | 冬季五輪での日本人女子初の金メダル獲得 |
| 6   | 船木和喜                            | 1998年長野           | スキージャンプラージヒル個人             | 北海道   | |
| 7   | 岡部孝信 斉藤浩哉 原田雅彦 船木和喜 | 1998年長野           | スキージャンプラージヒル団体             |          | 夏季と冬季を合わせて100個目の金メダル獲得 船木は冬季五輪で日本人初の2冠 |
| 8   | 西谷岳文                            | 1998年長野           | ショートトラックスピードスケート男子500m | 大阪府   | 冬季五輪での日本人最年少の金メダル獲得（19歳1ヶ月） |
| 9   | 荒川静香                            | 2006年トリノ         | フィギュアスケート女子シングル           | 神奈川県 | トリノ五輪では日本唯一のメダル獲得 |
| 10  | 羽生結弦                            | 2014年ソチ           | フィギュアスケート男子シングル           | 宮城県   | 日本の冬季五輪で通算10個目の金メダル 夏季冬季を通じて平成生まれ初の金メダル |
| 11  | 羽生結弦                            | 2018年平昌           | フィギュアスケート男子シングル           | 宮城県   | 冬季五輪の個人種目では日本人初の2連覇 冬季五輪の歴史で通算1000個目の金メダル |
| 12  | 小平奈緒                            | 2018年平昌           | スピードスケート女子500m                 | 長野県   | 冬季五輪での日本人最年長の金メダル獲得（31歳8ヶ月） 夏季冬季を通じて日本人女子初の1大会で金を含む個人複数メダル獲得                                                                                                  |
| 13  | 菊池彩花 佐藤綾乃 髙木菜那 髙木美帆 | 2018年平昌           | スピードスケート女子団体パシュート       |          | 佐藤綾乃は冬季五輪での日本人女子の最年少の金メダル獲得（21歳2ケ月） 髙木美帆は夏季冬季を通じて日本人女子で初の1大会で全てのメダルを獲得（冬季では日本人初） 髙木菜那・美帆は夏季冬季を通じて初の姉妹での金メダル獲得 |
| 14  | 髙木菜那                            | 2018年平昌           | スピードスケート女子マススタート         | 北海道   | 夏季冬季を通じて日本人女子で初の2冠 |
| 15  | 小林陵侑                            | 2022年北京           | スキージャンプ男子ノーマルヒル個人       | 岩手県   | |
| 16  | 平野歩夢                            | 2022年北京           | スノーボード男子ハーフパイプ             | 新潟県   | |
| 17  | 髙木美帆                            | 2022年北京           | スピードスケート女子1000m                | 北海道   | 夏季冬季を通じて日本人女子最多の通算7個のメダルを獲得 冬季では1大会で最多の4個のメダル獲得 |

## その他の記録

### 競技別冬季オリンピック金メダル獲得数（男子）
| 4個 | スキージャンプ                                                   |
| 2個 | スキーノルディック複合、フィギュアスケート                       |
| 1個 | スピードスケート、ショートトラックスピードスケート、スノーボード |

### 競技別冬季オリンピック金メダル獲得数（女子）
| 4個 | スピードスケート                                 |
| 1個 | フリースタイルスキーモーグル、フィギュアスケート |

### 複数回獲得者
| 2個 | スキーノルディック複合 | 河野孝典(団体2)、荻原健司(団体2)             |
| 2個 | スキージャンプ         | 船木和喜(個人1,団体1)                        |
| 2個 | フィギュアスケート     | 羽生結弦(個人2)                              |
| 2個 | スピードスケート       | 髙木菜那(個人1,団体1)、髙木美帆(個人1,団体1) |

### 出身地別冬季オリンピック個人金メダル獲得数
| 6個 | 北海道                                   |
| 2個 | 宮城県                                   |
| 1個 | 岩手県、神奈川県、新潟県、長野県、大阪府 |

### 出身地別冬季オリンピック個人金メダリスト輩出数
| 6人 | 北海道   | 笠谷幸生、清水宏保、里谷多英、船木和喜、髙木菜那、髙木美帆 |
| 1人 | 岩手県   | 小林陵侑                                                   |
| 1人 | 宮城県   | 羽生結弦                                                   |
| 1人 | 神奈川県 | 荒川静香                                                   |
| 1人 | 新潟県   | 平野歩夢                                                   |
| 1人 | 長野県   | 小平奈緒                                                   |
| 1人 | 大阪府   | 西谷岳文                                                   |